# Électronique analogique
 (juin 2019).
Si vous disposez d'ouvrages ou d'articles de référence ou si vous connaissez des sites web de qualité traitant du thème abordé ici, merci de compléter l'article en donnant les références utiles à sa vérifiabilité et en les liant à la section « Notes et références ».
Pour les articles homonymes, voir Électronique.
L'électronique analogique est la partie de l'électronique qui exploite des signaux pouvant fonctionner ou être mesurés par des valeurs continues. Le terme analogique provient du grec ἀνάλογος / análogos, « proportionnel ». L'électronique analogique est complémentaire avec l'électronique numérique, qui traite des signaux dont les valeurs sont discrètes, et pour laquelle des signaux analogiques d'origine peuvent être intégrés par conversion analogique-numérique, par échantillonnage et quantification. 
L'électronique analogique traite un signal dont la valeur est le plus souvent mesurable par une grandeur physique. Par exemple, un amplificateur audio, traite le signal sonore de manière — approximativement — proportionnelle au signal électronique d'une source sonore, notamment lors de sa restitution sur un haut-parleur. Historiquement, le mode analogique a été le premier mode exploité depuis les débuts de l'électronique appliquée.

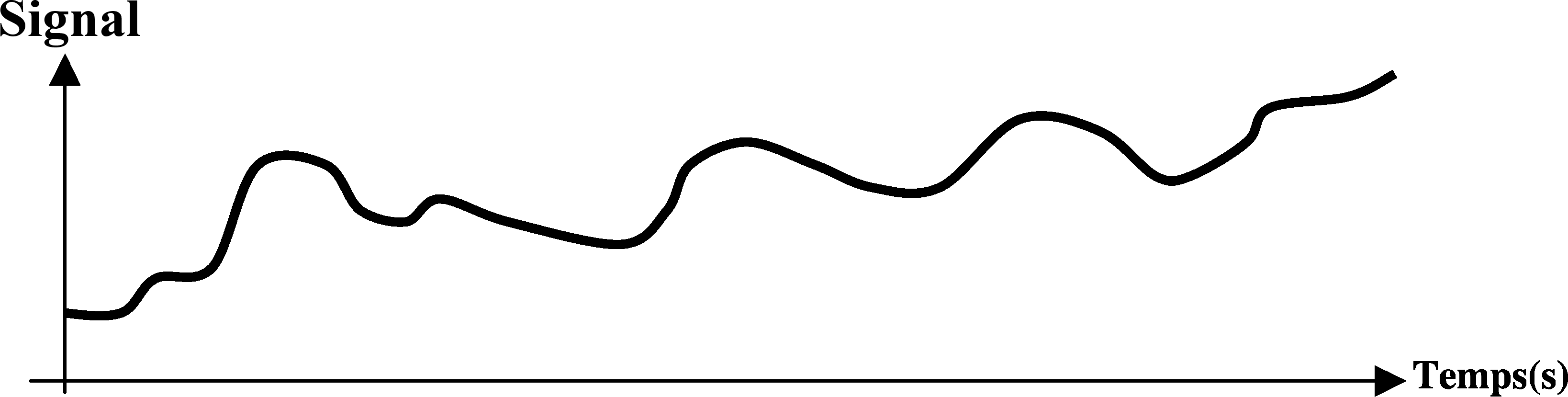
Mesure évolutive d'un signal analogique

## Signaux analogiques

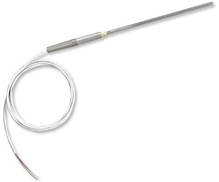
Sonde électronique de type Thermistance analogique.

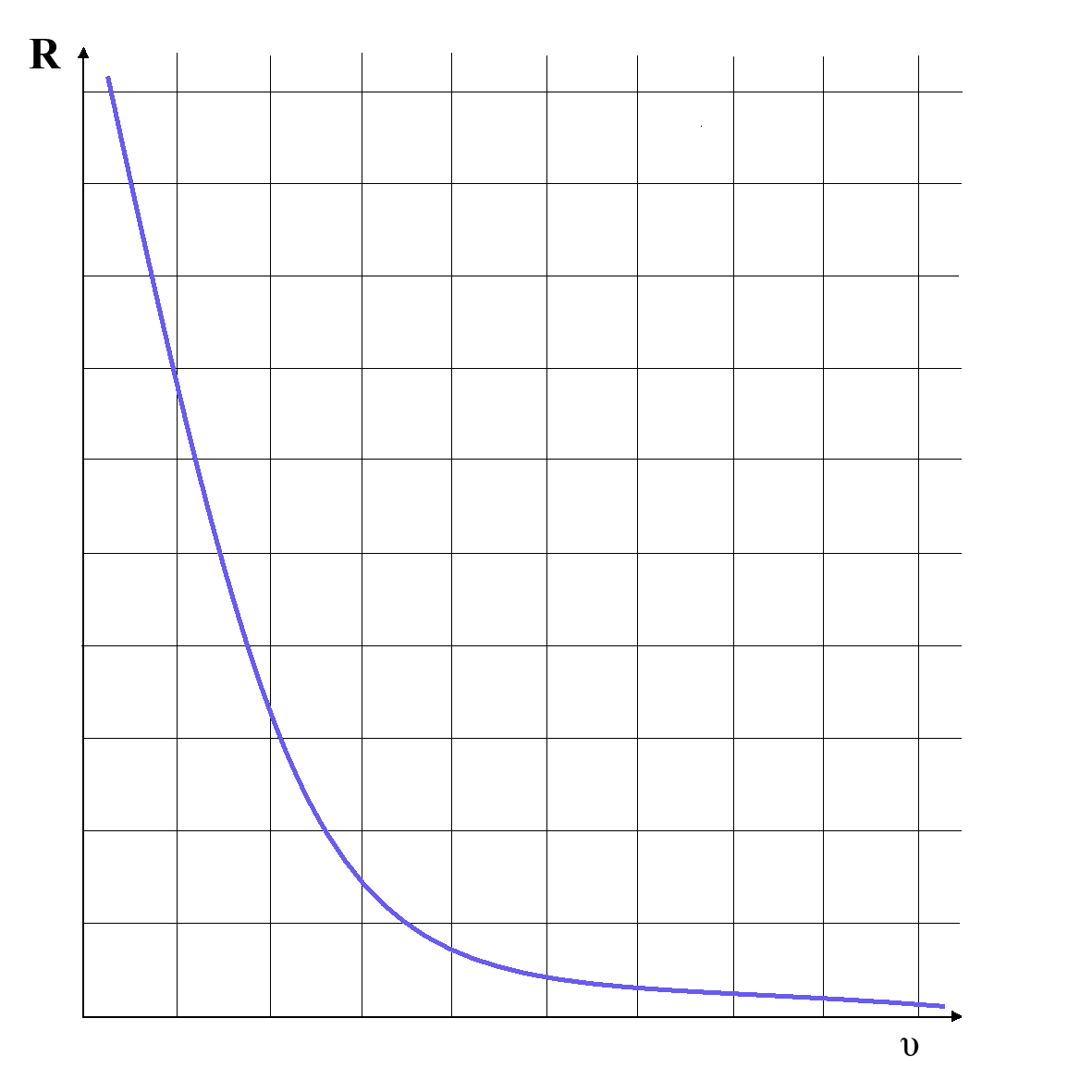
Signal analogique à valeur continue et progressive.

Le signal analogique se caractérise par des valeurs électroniques  pouvant prendre une valeur quelconque dans un intervalle continu. Si la valeur de ce signal peut varier continuement, le signal lui-même n'est pas nécessairement continu : un signal analogique multiplexé reste analogique, même s'il est découpé en échantillons.
L'invention des tubes électroniques au début du XXe siècle marque le début de l'électronique, presque toujours analogique, appliquée d'abord aux télécommunications, puis aux appareil médicaux, aux dispositifs d'affichage, etc. L'invention  des composants semi-conducteurs comme les diodes et les transistors, à partir de 1948, permettra, dans les années 1960, de les multiplier dans les appareils électroniques. La théorie des circuits, explorant cette possibilité, développe alors des modèles grâce auxquels on peut maîtriser des circuits beaucoup plus complexes, tout en les miniaturisant. 

### Limites et inconvénients
Deux facteurs limitent la précision avec laquelle le signal analogique est traité : le bruit de fond et la bande passante.
Une série de phénomènes physiques et les interférences produites par l'environnement, génèrent le bruit de fond. L'électronique analogique s'efforce de maintenir aussi élevé que possible, le rapport entre le niveau du signal utile et le niveau moyen du bruit de fond, appelé simplement rapport signal sur bruit.
La limite de la bande passante peut affecter la transmission des variations rapides du signal ou ses caractéristiques électroniques.

### Circuits intégrés
L'intégration de nombreux transistors dans un même circuit procure en électronique analogique, une meilleure performance et une fiabilité accrue :
- les composants sont généralement soumis à la même température d'exploitation, ce qui permet de simplifier le traitement de leur dérive thermique ;
- les circuits sont entièrement logés dans un seul boîtier ;
- une économie d'échelle permet de réduire les coûts industriels et compenser en partie leur développement.

### Traitement du signal

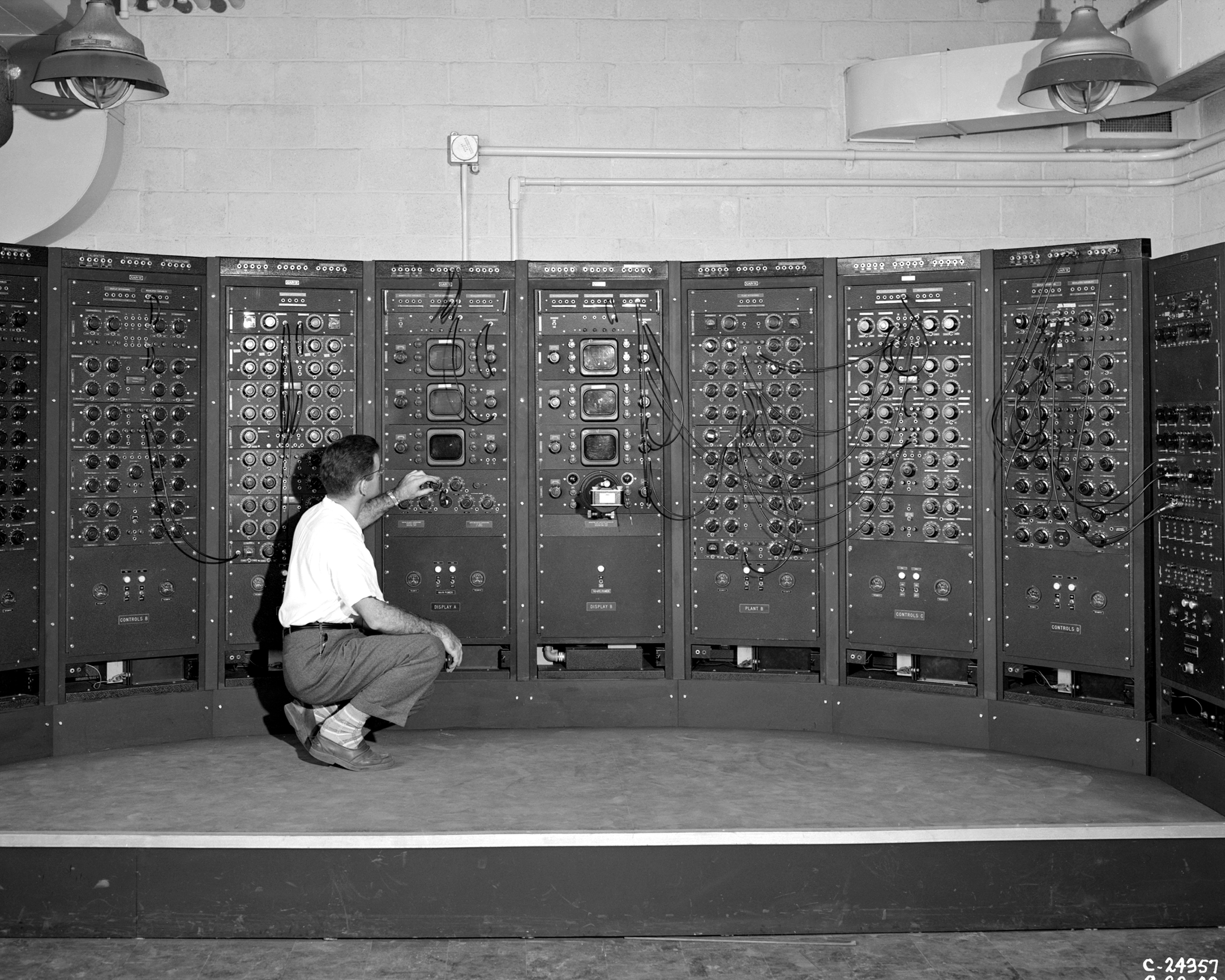
Un calculateur analogique de conception américaine, en septembre 1949 à Cleveland, Ohio.

- Le filtrage analogique est employé lorsque les filtres numériques, intégrés dans un processeur DSP ou FPGA sont soit trop lents (circuits HF), soit trop complexes à mettre en œuvre[réf. souhaitée]. Le circuit RC a pour avantage principal de procurer une formule de filtre plus simple.
- Les oscillateurs générant un signal à une fréquence fixée sont également utilisés pour les circuits radiofréquence, ainsi que pour le signal d'horloge de certains circuits numériques. L'oscillateur contrôlé en tension ou VCO est un circuit analogique utilisé par l'industrie, notamment du fait de son utilisation dans les boucles à verrouillage de phase (PLL) et à verrouillage de délai (DLL)[réf. souhaitée].

Au milieu du XXe siècle, les calculateurs analogiques, ancêtre des ordinateurs modernes, permettent de réaliser certaines opérations mathématiques complexes en manipulant des signaux analogiques. Leur différence la plus importante avec l'informatique moderne réside dans le fait qu'ils n'exploitent pas seulement des grandeurs analogiques, mais qu'ils utilisent aux des fonctions d'intégration et de différentiation en temps continu. Cette formule permet de notamment réaliser des simulations d'asservissement dont les modélisations mathématiques utilisent des outils distincts : (transformations de Fourier et unilatérale ou bilatérale de Laplace) par rapport à celles des asservissements discrets (transformée en Z). Ces système sont néanmoins rapidement inférieurs en termes d'efficacité et sont généralement supplantés par l'électronique numérique, grâce à la facilité d'implémentation de celle-ci, sur des ordinateurs et circuits miniaturisés.